# Campionat del Món d'atletisme de 1983 - 3.000 metres
Els 3.000 metres al Campionat del Món d'atletisme de 1983 van tenir lloc a l'estadi Olímpic de Hèlsinki del 8 al 10 d'agost. Només les dones van córrer la prova dels 3.000 metres. Els atletes masculins competien a la cursa de 5.000 metres.
31 atletes van participar en la prova. L'estatunidenca Mary Decker va guanyar la medalla d'or, la primera de les dues que aconseguiria als Campionats. Quatre dies després va guanyar la prova dels 1.500 metres.

## Medallistes
| Or     | Mary Decker-Slaney Estats Units (USA)    |
| Argent | Brigitte Kraus Alemanya Occidental (FRG) |
| Bronze | Tatyana Kazankina Unió Soviètica (URS)   |

## Rècords
| Rècords abans del Campionat del Món d'atletisme de 1983     | Rècords abans del Campionat del Món d'atletisme de 1983 | Rècords abans del Campionat del Món d'atletisme de 1983 | Rècords abans del Campionat del Món d'atletisme de 1983 | Rècords abans del Campionat del Món d'atletisme de 1983 |
| ----------------------------------------------------------- | ------------------------------------------------------- | ------------------------------------------------------- | ------------------------------------------------------- | ------------------------------------------------------- |
| Rècord del Món                                              | Svetlana Ulmasova (URS)                                 | 8:26.78                                                 | 25 de juliol de 1982                                    | Kíev, Unió Soviètica                                    |
| Rècord del Campionat                                        | Nova prova                                              | Nova prova                                              | Nova prova                                              | Nova prova                                              |
| Rècords establerts al Campionat del Món d'atletisme de 1983 |                                                         |                                                         |                                                         |                                                         |
| Rècord del Campionat                                        | Mary Decker-Slaney (USA)                                | 8:34.62                                                 | 10 d'agost de 1983                                      | Hèlsinki, Finlàndia                                     |

## Resultats

### Final
La final va tenir lloc el 10 d'agost.
| Pos.              | Atleta                          | Temps   |
| ----------------- | ------------------------------- | ------- |
| Medalla d'or      | Mary Decker-Slaney (USA)        | 8:34.62 |
| Medalla de plata  | Brigitte Kraus (FRG)            | 8:35.11 |
| Medalla de bronze | Tatyana Kazankina (URS)         | 8:35.13 |
| 4.                | Svetlana Ulmasova (URS)         | 8:35.55 |
| 5.                | Wendy Smith-Sly (GBR)           | 8:37.06 |
| 6.                | Agnese Possamai (ITA)           | 8:37.96 |
| 7.                | Jane Furniss-Shields (GBR)      | 8:45.69 |
| 8.                | Natalya Artyomova (URS)         | 8:47.98 |
| 9.                | Aurora Cunha (POR)              | 8:50.20 |
| 10.               | Lynn Kanuka-Williams (CAN)      | 8:50.20 |
| 11.               | Cornelia Bürki (SUI)            | 8:53.85 |
| 12.               | Eva Ernström (SWE)              | 8:57.59 |
| 13.               | Christine Tranter-Benning (GBR) | 8:58.01 |
| 14.               | Lorraine Moller (NZL)           | 9:02.19 |
| 15.               | Alison Wiley (CAN)              | 9:15.35 |

### Sèries classificatòries
Les sèries van tenir lloc el 8 d'agost. Les sis primeres atletes de cada sèrie i els tres millors temps avançaven a la final.
| Pos. | Atleta                          | Temps    |
| ---- | ------------------------------- | -------- |
| 1.   | Svetlana Ulmasova (URS)         | 8:46.65  |
| 2.   | Agnese Possamai (ITA)           | 8:46.68  |
| 3.   | Brigitte Kraus (FRG)            | 8:47.25  |
| 4.   | Wendy Smith-Sly (GBR)           | 8:47.39  |
| 5.   | Christine Tranter-Benning (GBR) | 8:49.71  |
| 6.   | Aurora Cunha (POR)              | 8:51.66  |
| 7.   | Natalya Artyomova (URS)         | 8:54.14  |
| 8.   | Lynn Kanuka-Williams (CAN)      | 8:54.61  |
| 9.   | Geri Fitch (CAN)                | 9:01.85  |
| 10.  | Monica Joyce (IRL)              | 9:14.83  |
| 11.  | Helena Hyvonen (FIN)            | 9:19.65  |
| 12.  | Brenda Webb (USA)               | 9:24.38  |
| 13.  | Marcianne Mukamurenzi (RWA)     | 9:26.59  |
| 14.  | Marit Holtklimpen (NOR)         | 9:43.40  |
| 15.  | Khadija Al Matari (JOR)         | 10:49.62 |
|      | Betty Van Steenbroeck (BEL)     | DNF      |

| Pos. | Atleta                                  | Temps    |
| ---- | --------------------------------------- | -------- |
| 1.   | Tatyana Kazankina (URS)                 | 8:44.72  |
| 2.   | Mary Decker-Slaney (USA)                | 8:44.72  |
| 3.   | Cornelia Bürki (SUI)                    | 8:46.94  |
| 4.   | Jane Furniss-Shields (GBR)              | 8:48.59  |
| 5.   | Alison Wiley (CAN)                      | 8:51.27  |
| 6.   | Lorraine Moller (NZL)                   | 8:51.78  |
| 7.   | Eva Ernström (SWE)                      | 8:51.91  |
| 8.   | Ivana Kleinová-Walterová-Kubešová (TCH) | 8:55.54  |
| 9.   | Maggie Keyes-Kraft (USA)                | 9:01.97  |
| 10.  | Vera Michallek (FRG)                    | 9:04.51  |
| 11.  | Marica Mrsic (YUG)                      | 9:05.59  |
| 12.  | Pilar Fernández (ESP)                   | 9:10.86  |
| 13.  | Maria Radu (ROU)                        | 9:30.37  |
| 14.  | Monica Regonessi (CHI)                  | 9:31.95  |
| 15.  | Kriscia García (ESA)                    | 10:06.14 |